# Tác phẩm văn học
Tác phẩm văn học là công trình sáng tạo của nhà văn, sử dụng phương tiện là ngôn từ, hình tượng nghệ thuật để gửi gắm thông điệp về con người và cuộc đời.

## Hình thức
Tác phẩm văn học có thể tồn tại dưới phương diện là ngôn bản truyền miệng hoặc hình thức văn bản được ghi lại bằng văn tự cụ thể; có thể được tạo thành bằng văn vần (và thơ) hoặc văn xuôi; và được xếp vào các thể loại nhất định (như tự sự, trữ tình, kịch, nhật ký, ký, tùy bút) hay một thể tài văn học nhất định (như hài kịch, bi kịch, thơ trào phúng, thơ tự do, truyện tiếu lâm, truyện ngắn, tiểu thuyết,...).

## Cấu trúc
Mỗi tác phẩm là một hệ thống phức tạp bao gồm hàng loạt các yếu tố thuộc những bình diện khác nhau như đề tài, chủ đề, tư tưởng, kết cấu, ngôn ngữ, nhân vật, hình tượng, cốt truyện. Sự kết hợp và tác động lẫn nhau giữa các yếu tố này khiến tác phẩm trở thành một chỉnh thể nghệ thuật, mang tính thống nhất hữu cơ giữa nội dung thẩm mỹ và hình thức nghệ thuật.

## Đặc điểm
Tác phẩm văn học là phát ngôn phức hợp của người sáng tác, là sự phản ánh, khúc xạ, vang hưởng, dự cảm của đời sống hiện thực và là đối tượng tích cực của sự tiếp nhận văn học.
Ở phương diện chức năng giao tiếp và đời sống lịch sử, tác phẩm văn học không được coi như một vật phẩm (sản phẩm) cố định, bất biến, không phải là một đối tượng vật thể tuy nó tồn tại thông qua những dạng vật chất, vật liệu như chữ viết, tiếng nói, trang sách in có tính hiện hữu trên giá sách hay trong thư viện. Theo đó tác phẩm văn học được hiểu như một quá trình đồng sáng tạo và tiếp nhận, phản ánh sự tương tác từ tác giả văn học đến độc giả và từ độc giả tác động trở lại chính tác giả văn học. Mặc dù tác phẩm văn học vẫn là chính nó, sự biến dịch diện mạo vẫn diễn ra nhờ sự cảm thụ bởi độc giả, sự lý giải bởi những nghiên cứu, phê bình, bởi dư luận xã hội từng thời đại, đều làm phát sinh những phán đoán, đánh giá ít nhiều khác nhau về nội dung thẩm mỹ của tác phẩm. Quan hệ giữa tác phẩm văn học với người tiếp nhận còn được nhìn nhận ở tính chất "thỏa thuận", độc giả tuy biết tác phẩm có hư cấu, nghĩa là một hiện thực đã được tái tạo nghệ thuật, nhưng vẫn ngầm hiểu và tin rằng đó là hiện thực.
Những đặc tính nói trên cho thấy tác phẩm văn học theo cách nhìn hiện đại được hiểu như một thực thể tinh thần, một tổng thể của những hàm nghĩa phức hợp, tồn tại ở dạng khả biến, là sự thống nhất giữa những hàm nghĩa thẩm mỹ tư tưởng đã được mã hóa (có thể coi là cái tuyệt đối) trong văn bản và những cảm thụ, lý giải bởi những thời đại và thế hệ công chúng khác nhau (cái tương đối).